# 인성호
인성호(1969년 12월 25일~)는 대한민국의 배우이자 연극인이다.

## 연기 활동

### 드라마
- 2008년 MBC 주말연속극 《천하일색 박정금》
- 2010년~2011년 SBS 월화드라마 《괜찮아, 아빠딸》 : 클럽 사장 역
- 2011년 MBC 주말연속극 《반짝반짝 빛나는》 : 카메라테스트 연출자 역
- 2011년 KBS2 월화드라마 《강력반》 : 김정욱 역
- 2011년 SBS 주말특별기획 《여인의 향기》 : 완도군청 직원 역
- 2011년~2012년 SBS 일일드라마 《내 딸 꽃님이》 : 부동산 사기당한 남자 역
- 2012년 MBC 수목 미니시리즈 《해를 품은 달》 : 꿩 장수 역
- 2012년 KBS2 수목드라마 《보통의 연애》 : 김주평과 함께 머무는 남자 역
- 2012년 KBS2 주말연속극 《넝쿨째 굴러온 당신》 : 드라마 PD 역
- 2012년 MBC 수목드라마 《아이두 아이두》 : 형사 역
- 2012년 SBS 드라마스페셜 《유령》 : 검사실 수사관 역
- 2013년 MBC 주말특별기획 《백년의 유산》 : 이삿짐센터 직원 역
- 2013년 JTBC 월화드라마 《그녀의 신화》 : 마트 매니저 역
- 2013년 tvN 금토드라마 《응답하라 1994》 : 칠봉이의 야구부 코치 역
- 2013년 KBS2 단막극 《KBS 드라마 스페셜 - 진진》 : 10년 전 협박편지 사건 담당 형사 역
- 2013년~2014년 SBS 드라마 스페셜 《별에서 온 그대》 : 현감 3 역
- 2014년 MBC 수목드라마 《앙큼한 돌싱녀》 : 형사 역
- 2014년 SBS 일일연속극 《사랑만 할래》 : 형사 역
- 2014년 SBS 아침연속극 《나만의 당신》 : 형사 역
- 2014년 SBS 드라마 스페셜 《너희들은 포위됐다》 : 김중탁 역
- 2014년 KBS2 주말연속극 《참 좋은 시절》
- 2014년~2015년 SBS 일일연속극 《달려라 장미》 : 형사 역
- 2014년~2015년 KBS2 일일연속극 《달콤한 비밀》
- 2015년 SBS 주말특별기획 《이혼변호사는 연애중》 : 동물 관련 의뢰인 역
- 2015년 tvN 월화드라마 《신분을 숨겨라》
- 2015년 MBC 월화드라마 《화정》
- 2015년 MBC 수목드라마 《밤을 걷는 선비》
- 2015년 SBS 수목드라마 《마을》
- 2015년 SBS 일일연속극 《돌아온 황금복》
- 2016년 KBS2 수목드라마 《장사의 신 - 객주 2015》
- 2016년 JTBC 금토드라마 《마담 앙트완》
- 2016년 tvN 금토드라마 《시그널》
- 2016년 SBS 주말특별기획 《미세스 캅 2》 : 형사 역
- 2016년 MBC 수목드라마 《굿바이 미스터 블랙》
- 2016년 SBS 아침연속극 《내 사위의 여자》
- 2016년 KBS2 월화드라마 《백희가 돌아왔다》
- 2016년 MBC 월화드라마 《캐리어를 끄는 여자》
- 2016년 JTBC 금토드라마 《판타스틱》
- 2016년 SBS 주말특별기획 《끝에서 두번째 사랑》
- 2016년 KBS2 금요시트콤 《마음의 소리》 : 협회직원 역
- 2017년 SBS 수목드라마  《푸른 바다의 전설》
- 2017년 tvN 월화드라마 《그녀는 거짓말을 너무 사랑해》
- 2017년 KBS2 TV소설 《그 여자의 바다》
- 2017년 MBC 일일특별기획 《황금주머니》
- 2017년 MBC 일일연속극 《행복을 주는 사람》
- 2017년 SBS 월요시트콤 《초인가족 2017》 : 경찰 역
- 2017년 KBS2 금토드라마 《최강 배달꾼》 : 형사 역
- 2017년 tvN 토일드라마 《명불허전》 : 택시기사 역
- 2017년 SBS 주말드라마 《언니는 살아있다》
- 2017년 tvN 월화드라마 《아르곤》 : 서장혁 역
- 2017년 KBS2 금토드라마 《고백부부》
- 2017년 KBS2 일일연속극 《내 남자의 비밀》 : 형사 역
- 2017년 KBS1 일일연속극 《미워도 사랑해》
- 2017년 TV조선 시트콤 《너의 등짝에 스매싱》
- 2018년 MBC 월화드라마 《위대한 유혹자》
- 2018년 iHQ DRAMA & MBN 수목드라마 《마성의 기쁨》 : 어부 역
- 2018년 JTBC 금토드라마 《내 아이디는 강남미인》
- 2018년 KBS2 월화드라마 《최고의 이혼》
- 2019년 KBS2 수목드라마 《왜그래 풍상씨》
- 2019년 tvN 수목드라마 《검색어를 입력하세요 WWW》
- 2019년 KBS1 일일연속극 《꽃길만 걸어요》 : 취객 역
- 2021년 SBS 일일드라마 《아모르 파티 - 사랑하라, 지금》 : 형사 역

### 영화
- 2010년 《여행》 - 고모부 역
- 2012년 《천사의 숨소리》 - 뮤직비디오 감독 역
- 2015년 《늙은 자전거》 - 동만 역

### 연극
- 《산장의 여인》
- 《화성의 밤》
- 《사고 - 그래도 가능한 이야기》
- 《블랙코메디》 - 해롤드 가린지 역
- 《홍도야 우지마라》

### 뮤지컬
- 《염라국의 크리스마스》
- 《루나틱》 - 무대포 역

## 같이 보기 (같은 소속사)
- 이상용
- 배동성
- 엄용수